# Jean-Jacques Meyer
Pour les articles homonymes, voir Meyer.
Jean-Jacques Meyer (Mulhouse, 24 août 1805 - Saint-Bonnet-le-Château, 26 décembre 1877) est un ingénieur de l'école des Arts et Métiers français, concepteur et constructeur de locomotive à vapeur  qui a œuvré à Mulhouse au milieu du XIXe siècle.

## Biographie
Jean-Jacques Meyer est l'auteur d'une invention : le mécanisme de distribution à détente variable. La détente variable permet d'améliorer le contrôle de la puissance de la locomotive, la rendre plus performante et surtout plus économique. Il dépose un brevet dans ce but le 20 octobre 1841. Les premières locomotives dotées de ce mécanisme furent testées sur le chemin de fer de Strasbourg à Bâle.
Il fut également concepteur d'un principe de locomotive articulée qui porte son nom : la locomotive Meyer.